# Mouhammad Faye
Mouhammad Faye, detto Mo (Dakar, 14 settembre 1985), è un cestista senegalese.

## Carriera
Nel marzo 2016 viene sospeso da Varese per un controllo antidoping positivo alla cannabis, ricevendo una squalifica di 6 mesi.
Con il Senegal ha disputato due edizioni dei Campionati mondiali (2014, 2019) e sei dei Campionati africani (2007, 2009, 2011, 2013, 2015, 2017).

## Palmarès

### Squadra
- Campionato serbo: 1

Stella Rossa: 2018-19
- Lega Adriatica: 1

Stella Rossa: 2018-19
- Supercoppa di Lega Adriatica: 1

Stella Rossa: 2018
- Qatari Basketball League: 1

Al-Rayyan: 2022-23

### Individuale
- MVP Supercoppa ABA Liga:1

Stella Rossa: 2018